# شستشوی مغزی

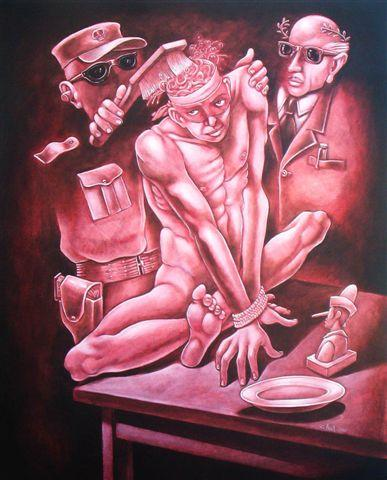
تصویری طنز از شستشوی مغز

شستشوی مغزی (به انگلیسی: brainwashing) (همچنین به عنوان کنترل ذهن، روان‌کشی، اقناع اجباری ، کنترل فکر، اصلاح فکر و آموزش مجدد شناخته می‌شود) مفهومی است که می‌تواند ذهن انسان را با استفاده از برخی تکنیک‌های روانشناختی تغییر بدهد یا کنترل کند. گفته می‌شود که شستشوی مغزی توانایی فرد در تفکر انتقادی یا مستقل را کاهش می‌دهد، اجازه می‌دهد افکار و ایده‌های جدید و ناخواسته را در ذهن او وارد کند و همچنین نگرش‌ها، ارزش‌ها و اعتقادات فرد را تغییر دهد.
اصطلاح «شستشوی مغزی» را برای اولین بار در سال ۱۹۵۰  ادوارد هانتر در انگلیسی برای توصیف چگونگی پدید آمدن دولت چین برای همکاری مردم با آنها استفاده کرد. تحقیقات در مورد این مفهوم همچنین در مورد آلمان نازی، برخی از پرونده‌های جنایی در ایالات متحده و اقدامات قاچاقچیان انسان بررسی شده‌است. در دهه ۱۹۷۰ بحث علمی و حقوقی و همچنین توجه رسانه ای قابل توجهی در مورد احتمال شستشوی مغزی عاملی در روی آوردن جوانان به برخی از جنبش‌های جدید مذهبی وجود داشت که در آن زمان اغلب به عنوان فرقه شناخته می‌شدند. مفهوم شستشوی مغزی گاهی در دعاوی خصوصاً در مورد حضانت فرزند دخیل است. همچنین می‌تواند در ادبیات علمی-تخیلی و در فرهنگ سیاسی و شرکتی یک موضوع باشد، اما به عنوان یک اصطلاح علمی به‌طور کلی پذیرفته نیست.

## جنگ چین و جنگ کره
اصطلاح چینی (xǐnăo ，洗腦) «شستن مغز» در اصل برای توصیف اقناع اجباری مورد استفاده در دولت مائوئیست در چین استفاده شد، که هدف آن تبدیل افراد «مرتجع» به اعضای «درست فکر» سیستم جدید اجتماعی چین بود. این اصطلاح در عرف تائوئیستی «پاکسازی / شستشوی قلب / ذهن» (xǐxīn ， 洗 心) قبل از انجام مراسم یا ورود به اماکن مقدس وجود داشت.
دیکشنری انگلیسی آکسفورد اولین مقاله شناخته شده انگلیسی زبان کلمه «شستشوی مغزی» را در مقاله ای توسط روزنامه‌نگار ادوارد هانتر، در میامی نیوز، چاپ شده در ۲۴ سپتامبر ۱۹۵۰، ثبت می‌کند. مخفی به عنوان یک روزنامه‌نگار. هانتر و دیگران این اصطلاح چینی را به کار بردند تا توضیح دهند که چرا، در طول جنگ کره (۱۹۵۰–۱۹۵۳)، برخی از اسرای جنگی آمریکایی (اسیر شدگان) با اسیرکنندگان چینی خود همکاری کردند، و حتی در موارد معدودی به طرف خود فرار کردند. اپراتور رادیویی انگلیس رابرت دبلیو فورد و سرهنگ ارتش انگلیس جیمز کارن نیز ادعا کردند که چینی‌ها در طول زندان آنها را تحت تکنیک‌های شستشوی مغزی قرار داده‌اند.

ارتش و دولت ایالات متحده اتهامات شستشوی مغزی را در تلاش برای تضعیف اعترافات اسرای جنگی در مورد جنایات جنگی، از جمله جنگ بیولوژیکی اعلام کرد. ژنرال مارک دبلیو کلارک، فرمانده سازمان ملل متحد ، پس از اینکه رادیو چین ادعا کرد نقل قول از فرانک شوابل، رئیس ستاد اولین بال هوایی دریایی است که به شرکت در جنگ میکروب اعتراف کرده‌است، اظهار داشت:
اینکه آیا این گفته‌ها هرگز از لب این مردان بدبخت عبور کرده‌است جای تردید است. اگر آنها این کار را انجام داده باشند، روشهای نابودکننده ذهن این کمونیستها در باج گرفتن هر کلمه ای که بخواهند، بسیار آشنا هستند.
از سال ۱۹۵۳، رابرت جی لیفتون با نظامیان آمریکایی که در طول جنگ کره اسیر بودند و همچنین کشیشان، دانشجویان و معلمان که پس از سال ۱۹۵۱ در چین در زندان بودند مصاحبه کرد، علاوه بر مصاحبه با ۲۵ آمریکایی و اروپایی، لیفتون مصاحبه کرد ۱۵ شهروند چینی که پس از اینکه در دانشگاه‌های چین مورد تلقین قرار گرفتند، متواری شده‌اند. (کتاب لیفتون در سال ۱۹۶۱ اصلاح اندیشه و روان‌شناسی توتالیسم: مطالعه «شستشوی مغزی» در چین بر اساس این تحقیق بود) لیفتون دریافت که وقتی اسیران جنگی به آمریکا بازگشتند، برخلاف آنچه که رایج بود، تفکر آنها خیلی زود به حالت عادی بازگشت. تصویری از «شستشوی مغزی».
در سال ۱۹۵۶، پس از بررسی مجدد مفهوم شستشوی مغزی پس از جنگ کره، ارتش ایالات متحده گزارشی تحت عنوان استیضاح کمونیست، تلقین و بهره‌برداری از اسیران جنگی را منتشر کرد که شستشوی مغزی را «یک باور غلط مردمی» خواند. این گزارش نتیجه‌گیری می‌کند که «تحقیقات جامع چند آژانس دولتی موفق به کشف حتی یک مورد مستند قاطع» شستشوی مغزی «یک اسیر جنگی آمریکایی در کره نشدند.»

## تحقیقات دولتی روانی آمریکا
برای مدت ۲۰ سال، از اوایل دهه ۱۹۵۰، آژانس اطلاعات مرکزی ایالات متحده (CIA) و وزارت دفاع ایالات متحده تحقیقات مخفیانه ای را انجام دادند، از جمله Project MKUltra، در تلاش برای توسعه تکنیک‌های عملی شستشوی مغزی. نتایج ناشناخته است (نگاه کنید به سیدنی گوتلیب). آزمایش‌های CIA با استفاده از داروهای روانگردان مختلف مانند LSD و Mescaline ناشی از آزمایش‌های انسانی نازی‌ها است.
گزارش کمیته خدمات مسلح سنا دو طرفه، که بخشی از آن در دسامبر ۲۰۰۸ منتشر شد و به‌طور کامل در آوریل ۲۰۰۹ منتشر شد، گزارش داد که مربیان نظامی ایالات متحده که در دسامبر ۲۰۰۲ به خلیج گوانتانامو آمدند، کلاس بازجویی را بر اساس نمودار کپی شده از مطالعه نیروی هوایی ۱۹۵۷ تکنیک‌های شستشوی مغزی «کمونیست چین». این گزارش نشان داد که چگونه وزیر دفاع در سال ۲۰۰۲ از فنون تهاجمی گوانتانامو منجر به استفاده از آنها در افغانستان و عراق، از جمله در ابوغریب شد.

## موارد حقوقی
مفهوم شستشوی مغزی در دفاع از اتهامات کیفری مطرح شده‌است. همچنین در موارد حضانت کودک مطرح شده‌است. پرونده چارلز مانسون از ۱۹۶۹ تا ۱۹۷۱، که گفته می‌شد پیروانش را برای ارتکاب قتل و جنایات دیگر شستشوی مغزی می‌دهد، این موضوع را مورد توجه مجدد مردم قرار داد.

### دفاع شستشوی مغزی
در سال ۱۹۷۴، پتی هرست، یکی از اعضای خانواده ثروتمند هرست، توسط ارتش آزادیبخش Symbionese، یک سازمان مبارز چپ‌گرا ربوده شد. وی پس از چندین هفته اسارت پذیرفت که به گروه بپیوندد و در فعالیتهای آنها شرکت می‌کند. در سال ۱۹۷۵، وی دستگیر شد و به جرم سرقت از بانک و استفاده از اسلحه در ارتکاب جرم متهم شد. وکیل وی، اف. لی بیلی، در دادگاه خود استدلال کرد که وی نباید مسئولیت اقدامات خود را داشته باشد، زیرا معالجه وی توسط اسیرکنندگانش برابر با شستشوی مغزی اسرای جنگی کره بود (به مسئولیت کاهش یافته نیز مراجعه کنید). بیلی پرونده خود را در همکاری با روان‌پزشک لوئی جولیون وست و روان‌شناس مارگارت سینگر توسعه داد. آنها هر دو تجربه اسرای جنگی کره را مطالعه کرده بودند. (در سال ۱۹۹۶، سینگر نظریه‌های خود را در کتاب پرفروش خود «کشتار در وسط ما» منتشر کرد) علیرغم این دفاع، هرست مقصر شناخته شد.
در سال ۱۹۹۰، استیون فیشمن، که از اعضای کلیسای علوم ساینتولوژیک بود، به اتهام کلاهبرداری از طریق پست برای طرح شکایت از شرکتهای بزرگ از طریق توطئه با سهامداران اقلیت در دادخواستهای دادرسی طبقه سهامداران متهم شد. پس از آن، وی شهرک‌هایی را امضا می‌کرد که آن سهامداران را دست خالی نگه می‌داشت. وکلای فیشمن به دادگاه اطلاع دادند که آنها قصد دارند به دفاع جنون آمیز اعتماد کنند، با استفاده از نظریه‌های شستشوی مغزی و شاهدان خبره سینگر و ریچارد افشه ادعا کردند که ساینتولوژی شستشوی مغزی را روی او انجام داده‌است که باعث شده برای تصمیم‌گیری مستقل نامناسب باشد. دادگاه با استناد به استاندارد Frye، که اظهار داشت نظریه‌های علمی که توسط شاهدان خبره استفاده می‌شود، باید به‌طور کلی در زمینه‌های مربوط پذیرفته شود، حکم داد که استفاده از نظریه‌های شستشوی مغزی در شاهدان خبره غیرقابل قبول است.
در سال ۲۰۰۳، دفاع شستشوی مغزی در دفاع از لی بوید مالوو، متهم به قتل به خاطر سهم خود در حملات تیرانداز D.C، ناموفق انجام شد.
برخی از محققان حقوقی استدلال کرده‌اند که دفاع شستشوی مغزی فرضیه اصلی اراده آزاد قانون را تضعیف می‌کند. در سال ۲۰۰۳، دیک آنتونی، روان‌شناس پزشکی قانونی گفت که «هیچ شخص معقولی سؤال نمی‌کند که شرایطی وجود دارد که افراد می‌توانند برخلاف مصلحت خود تحت تأثیر قرار بگیرند، اما این استدلال‌ها بر اساس واقعیت ارزیابی می‌شوند، نه شهادت جعلی کارشناسی».

### پلاژیو
ایتالیا درمورد مفهوم سرقت ادبی، جرمی متشکل از سلطه مطلق روانی - و سرانجام جسمی بر یک شخص، اختلاف نظر داشته‌است. گفته می‌شود که این اثر نابودی آزادی و تعیین سرنوشت سوژه و در نتیجه نفی شخصیت وی است. جرم سرقت ادبی به ندرت در ایتالیا مورد پیگرد قانونی قرار گرفته‌است و فقط یک نفر همیشه محکوم شده‌است. در سال ۱۹۸۱، دادگاهی در ایتالیا دریافت که این مفهوم نادرست است، از انسجام برخوردار نیست و مستلزم کاربرد دلخواه است.

## قاچاق انسان
کاتلین بری، یکی از بنیانگذاران سازمان غیردولتی سازمان ملل متحد، ائتلاف علیه قاچاق زنان (CATW)، در کتاب ۱۹۷۹ برده داری جنسی زن، آگاهی بین‌المللی در مورد قاچاق جنسیت انسان را برانگیخت. لوئیس اوکون در کتاب ۱۹۸۶ خود زن آزاری: حقایق جایگزین افسانه‌ها، گزارش داد که: «کاتلین باری در برده داری جنسی زن نشان می‌دهد که فحشا زنان را مجبور به اعمال کنترل اجباری می‌کند که شباهت زیادی به اصلاح اندیشه دارد.» ریتا ناکاشیما بروک و سوزان بروکس تیستلثوائیت در کتاب ۱۹۹۶ خود با عنوان Casting Stones: Fitness prostitution and Liberation in Asia and United States گزارش دادند که روشهایی که معمولاً دلالان برای کنترل قربانیان خود استفاده می‌کنند «شباهت زیادی به روشهای شستشوی مغزی تروریستها و فرقه‌های پارانوئید دارد.»

## جنبش ضد فرقه
در دهه ۱۹۷۰، جنبش ضد فرقه مفهوم شستشوی مغزی را برای توضیح تغییر مذهبی ظاهراً ناگهانی و چشمگیر به جنبش‌های مختلف مذهبی جدید (NRM) و گروه‌های دیگری که آنها فرقه می‌دانستند، به کار گرفت. گزارش‌های رسانه‌های خبری تمایل به حمایت از دیدگاه شستشوی مغزی داشتند و دانشمندان علوم اجتماعی دلسوز جنبش ضد فرقه، که معمولاً روان‌شناس بودند، مدل‌های اصلاح شده کنترل ذهن را ایجاد کردند. در حالی که برخی از روانشناسان از این مفهوم استقبال می‌کردند، جامعه شناسان در بیشتر موارد نسبت به توانایی آن در توضیح تبدیل به NRM مشکوک بودند.
فیلیپ زیمباردو کنترل ذهن توسط فرقه‌های مذهبی را چنین تعریف کرد: «فرایندی که در آن آزادی فردی یا جمعی در انتخاب و عمل توسط عوامل یا م thatسساتی که نتایج، انگیزه، تأثیر، شناخت یا رفتار را اصلاح یا تحریف می‌کنند، به خطر بیفتد» و وی پیشنهاد کرد که هر انسانی بودن مستعد چنین دستکاری‌هایی است. دیک آنتونی، روان‌شناس پزشکی قانونی، ژان ماری آبگرال را که از دیگر طرفداران این نظر بود، مورد انتقاد قرار داد، زیرا وی ادعا می‌کند که از یک رویکرد شبه علمی استفاده می‌کند و فاقد هرگونه شواهدی مبنی بر اینکه جهان بینی کسی با این روشهای اجباری تغییر اساسی کرده‌است. وی ادعا کرد که این مفهوم و ترس از آن به عنوان ابزاری برای جنبش ضد فرقه برای منطقی جلوی آزار و اذیت گروه‌های مذهبی اقلیت استفاده شده‌است.
آیلین بارکر مفهوم کنترل ذهن را مورد انتقاد قرار داد زیرا این مفهوم برای توجیه مداخلات پرهزینه مانند برنامه‌ریزی از برنامه یا مشاوره خروج کار می‌کند. وی همچنین از برخی از متخصصان بهداشت روان، از جمله سینگر، به دلیل پذیرش مشاغل شاهد خبره در دادگاه‌های مربوط به NRM انتقاد کرده‌است. کتاب ۱۹۸۴ او، ساخت یک مونی: انتخاب یا شستشوی مغزی؟ روند تبدیل مذهب به کلیسای وحدت را توصیف می‌کند (که از اعضای آن گاهی به‌طور غیررسمی به عنوان Moonies یاد می‌شود)، که یکی از معروف‌ترین گروه‌هایی بود که گفته می‌شود شستشوی مغزی را انجام می‌دهند. بارکر نزدیک به هفت سال را صرف مطالعه اعضای کلیسای وحدت کرد و نوشت که وی نظریه «شستشوی مغزی» را رد می‌کند، زیرا نه بسیاری از افرادی که در یک جلسه استخدام شرکت کرده و عضو نشده‌اند و نه عدم رضایت داوطلبانه اعضا را توضیح می‌دهد.
جیمز ریچاردسون مشاهده کرد که اگر جنبش‌های جدید مذهبی به تکنیک‌های شستشوی مغزی قدرتمند دسترسی داشته باشند ، انتظار می‌رود که سرعت رشد بالایی داشته باشند، اما در واقع اکثر آنها موفقیت چشمگیری در جذب یا نگهداری اعضا نداشته‌اند به همین دلیل و دلایل دیگر، جامعه شناسان دین از جمله دیوید بروملی و آنسون شوپه ایده «فرقه‌ها» برای شستشوی مغزی جوانان آمریکایی را «غیرقابل تصور» می‌دانند. توماس رابینز، ماسیمو اینترووین، لورن داوسون، گوردون ملتون، مارک گالانتر و ساول لوین، در میان سایر محققان تحقیق در مورد NRMs، با رضایت دادگاه‌ها، انجمن‌های تخصصی مربوط و جوامع علمی مبنی بر عدم وجود نظریه علمی عمومی پذیرفته شده‌است. مبتنی بر تحقیقات صحیح روش شناختی، مفهوم شستشوی مغزی را پشتیبانی می‌کند.
بنیامین زابلوکی پاسخ داد که شستشوی مغزی «روشی نیست که به‌طور مستقیم مشاهده شود» و «مسئله واقعی جامعه‌شناسی» این است که «آیا شستشوی مغزی به اندازه کافی مکرر اتفاق می‌افتد تا یک مسئله مهم اجتماعی تلقی شود» و اینکه ریچاردسون شستشوی مغزی را اشتباه درک می‌کند، یک فرایند استخدام، به جای یک فرایند حفظ، و اینکه تعداد افرادی که در مصاحبه‌ها شستشوی مغزی را تصدیق می‌کنند (مطابق با دستورالعمل‌های مؤسسه ملی بهداشت روان و بنیاد ملی علوم انجام می‌شود) بسیار زیاد است و نتیجه هر چیز دیگری غیر از پدیده اصیل زابلوکی همچنین اشاره کرد که در دو ژورنال معتبر اختصاص یافته به جامعه‌شناسی دین هیچ مقاله ای «حمایت از دیدگاه شستشوی مغزی» وجود نداشته‌است، در حالی که بیش از صد مقاله از این دست در سایر مجلات «حاشیه ای برای حوزه» منتشر شده‌است. وی نتیجه گرفت که مفهوم شستشوی مغزی به‌طور ناعادلانه در لیست سیاه قرار گرفته‌است.

خانواده‌های تازه تبدیل شده به NRM سعی در استناد به نظریه‌های شستشوی مغزی دارند تا دستورالعمل‌های قانونی محافظه کاری را رعایت کنند. محافظه کاری مفهومی حقوقی در ایالات متحده است که به شخص مسئولی حضانت دیگری را نسبت به فرد بالغ دیگری اعطا می‌کند که به دلیل محدودیت‌های جسمی و / یا روانی نمی‌تواند از نظر مالی و / یا زندگی روزمره از خود مراقبت کند. به‌طور معمول، موارد محافظه کاری مربوط به افراد مسن، عمدتاً کسانی که از بیماری‌های مرتبط با زوال عقل رنج می‌برند، است. با این حال، موارد محافظه کاری مربوط به بزرگسالان جوانتر و مشارکت آنها در جنبش‌های جدید مذهبی در اواسط دهه ۱۹۷۰ افزایش یافت، به طوری که بسیاری از قضات ایالات متحده دوره‌های محافظه کاری موقت را اعطا کردند. استفاده از نظریه‌های شستشوی مغزی در موارد محافظه کاری در نتیجه حکم کاتز علیه دادگاه عالی (۱۹۷۷) غیرقابل قبول شناخته شد. این حکم حاکی از این بود که دستورالعمل قانونی برای محافظه کاری فقط به "نیازهای بهداشتی، غذایی، پوشاک و سرپناه" اشاره دارد و بررسی اینکه "آیا تغییر دین توسط ایمان ایجاد شده یا با اقناع اجباری انجام می‌شود … به نوبه خود بررسی و زیر سؤال بردن اعتبار نیست" از آن ایمان. " در سال ۲۰۱۶، انسان‌شناس اسرائیلی دین و همکار م Instituteسسه ون لیر اورشلیم آدام کلین اورون در مورد قانون پیشنهادی "ضد فرقه" آن زمان گفت:
در دهه ۱۹۸۰ موجی از ادعای "شستشوی مغزی" وجود داشت، و سپس پارلمان‌های سراسر جهان موضوع را بررسی کردند، دادگاه‌ها در سراسر جهان موضوع را بررسی کردند و به یک حکم صریح رسیدند: اینکه چیزی به نام فرقه وجود ندارد… این ادعاها اغلب در این زمینه متخصص نیستند؛ و در دادگاه‌های نهایی، از جمله در اسرائیل، شاهدان خبره را که ادعا می‌کردند "شستشوی مغزی" وجود دارد، رد کردند.

### گروه ویژه انجمن روان‌شناسی آمریکا
در سال ۱۹۸۳، انجمن روان‌شناسی آمریکا (APA) از سینگر درخواست کرد که رئیس گروهی به نام APA Task Force در روشهای فریبنده و غیرمستقیم ترغیب و کنترل (DIMPAC) شود تا تحقیق کند که آیا شستشوی مغزی یا اقناع اجباری در جذب نیروها توسط NRM نقش داشته‌است یا خیر. به نتیجه زیر رسید:
فرقه‌ها و آموزش‌های آگاهی گروه‌های بزرگ به دلیل استفاده گسترده از فنون فریبنده و غیرمستقیم ترغیب و کنترل، بحث و جدال قابل توجهی ایجاد کرده‌اند. این تکنیک‌ها می‌توانند آزادی فردی را به خطر بیندازند و استفاده از آنها آسیب جدی به هزاران نفر از افراد و خانواده‌ها وارد کرده‌است. این گزارش ادبیات مربوط به این موضوع را مرور می‌کند، روش جدیدی را برای مفهوم سازی تکنیک‌های نفوذ ارائه می‌دهد، شاخه‌های اخلاقی تکنیک‌های فریبنده و غیرمستقیم ترغیب و کنترل را کاوش می‌کند و برای حل مشکلات توصیف شده در گزارش توصیه‌هایی ارائه می‌دهد.
در ۱۱ مه ۱۹۸۷، هیئت مدیره اجتماعی و اخلاقی روان‌شناسی APA (BSERP) گزارش DIMPAC را رد کرد زیرا گزارش "فاقد دقت علمی و رویکرد انتقادی یکنواخت لازم برای تجویز APA است" و نتیجه گرفت که "پس از بررسی‌های فراوان، BSERP انجام می‌دهد باور نکنید که ما اطلاعات کافی برای راهنمایی در موضع‌گیری در مورد این موضوع در دسترس داریم. "

## زمینه‌ها و مطالعات دیگر

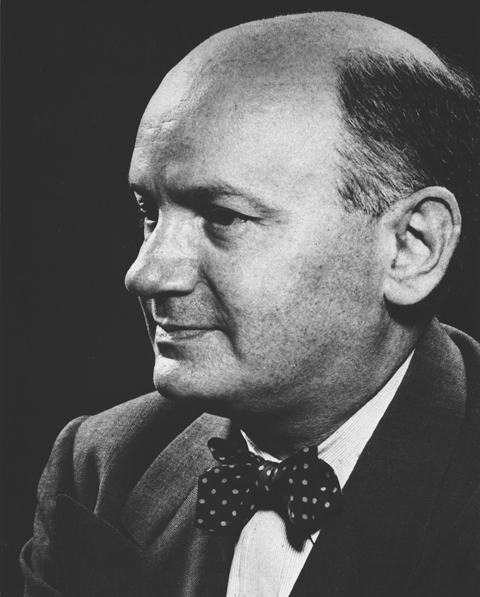
جوست میرلو

جوست میرلو، روان‌پزشک هلندی، از طرفداران اولیه مفهوم شستشوی مغزی بود. ("خودکشی" یک نئولوژی است که وی به معنای: "کشتن ذهن" است) نظر میرلو تحت تأثیر تجربیات وی در زمان اشغال کشورش توسط آلمان و کار وی با دولت هلند و ارتش آمریکا در بازجویی از متهمان بود جنایتکاران جنگ نازی. وی بعداً به ایالات متحده مهاجرت کرد و در دانشگاه کلمبیا به تدریس پرداخت. کتاب پرفروش وی در سال ۱۹۵۶، "تجاوز به ذهن"، در پایان می‌گوید:
تکنیک‌های مدرن شستشوی مغزی و خودکشی - آن انحرافات روان‌شناسی - می‌تواند تقریباً هر انسانی را تسلیم و تسلیم کند. بسیاری از قربانیان کنترل فکر، شستشوی مغزی و خودکشی که در مورد آنها صحبت کردیم، مردان نیرومندی بودند که ذهن و اراده آنها شکسته و تحقیر شده بود. اما اگرچه تمامیت خواهان از دانش خود در مورد ذهن برای اهداف شرورانه و بی پروا استفاده می‌کنند، جامعه دموکراتیک ما می‌تواند و باید از دانش خود برای کمک به رشد انسان، پاسداری از آزادی او و درک خود استفاده کند.
دانیل رومانوفسکی، مورخ روسی، که در دهه ۱۹۷۰ با بازماندگان و شاهدان عینی مصاحبه کرد، گزارشی را دربارهٔ آنچه او "شستشوی مغزی نازی هاً توسط مردم آلمان بلغارستانی توسط اشغالگران آلمان در طول جنگ جهانی دوم خواند، که هم از طریق تبلیغات جمعی و هم از طریق آموزش شدید مجدد صورت گرفت. به خصوص در مدارس رومانوفسکی خاطرنشان کرد که خیلی زود اکثر مردم این دیدگاه نازی‌ها را پذیرفتند که یهودیان نژادی فرومایه هستند و با دولت اتحاد جماهیر شوروی گره خورده‌اند، دیدگاه‌هایی که پیش از اشغال آلمان به هیچ وجه معمول نبوده‌است.
رابرت لیفتون در کتاب ۲۰۰۰ خود، نابودی جهان برای نجات آن: آوم شینریکیو، خشونت آخرالزمانی و تروریسم جدید جهانی، ایده‌های اصلی خود را دربارهٔ اصلاح اندیشه در آوم شینریکیو و جنگ علیه تروریسم به کار برد و نتیجه گرفت که در این زمینه اصلاحات بدون خشونت یا اجبار جسمی امکان‌پذیر است. وی همچنین اشاره کرد که در تلاش‌های خود علیه تروریسم، دولت‌های غربی از برخی تکنیک‌های کنترل ذهن استفاده می‌کنند.
کاتلین تیلور، متخصص مغز و اعصاب و فیزیولوژیست در کتاب علمی محبوب ۲۰۰۴ خود، شستشوی مغزی: علم کنترل فکر، تاریخ نظریه‌های کنترل ذهن و همچنین حوادث قابل توجه را مرور کرد. وی در این مقاله نوشت که افراد تحت تأثیر شستشوی مغزی ممکن است مسیرهای عصبی سخت تری داشته باشند و این می‌تواند تجدیدنظر در موقعیت‌ها یا بعداً سازماندهی مجدد این مسیرها را دشوار کند. برخی از داوران کتاب را به دلیل ارائه واضح آن ستودند، در حالی که برخی دیگر آن را به دلیل ساده‌سازی بیش از حد انتقاد کردند.
برخی از محققان گفته‌اند که شرکتهای تجاری مدرن برای ایجاد نیروی کاری که دارای ارزشها و فرهنگ مشترک است ، کنترل ذهن را انجام می‌دهند. آنها «شستشوی مغزی شرکت‌ها» را با جهانی سازی پیوند داده و گفته‌اند که شرکت‌ها در تلاشند تا یک شبکه تک فرهنگی در سراسر جهان از تولیدکنندگان، مصرف‌کنندگان و مدیران ایجاد کنند. چپ و راست هم سیستم‌های آموزشی مدرن را به دلیل مشارکت در شستشوی مغزی شرکت‌ها مورد انتقاد قرار داده‌اند. استنلی A. دیتز در کتاب خود در سال ۱۹۹۲، «دموکراسی در عصر استعمار شرکت»، می‌گوید که برنامه‌های مدرن «خودآگاهی» و «خودسازی»، حتی بیشتر از آنچه در شستشوی مغزی سنتی گفته می‌شود، ابزارهای موثرتری برای کنترل ذهن کارکنان در اختیار شرکت‌ها قرار می‌دهند. بوده.

## در فرهنگ عامه
در رمان دیستوپیک جورج اورول ۱۹۸۴، نوزده هشتاد و چهار شخصیت اصلی در معرض زندان، انزوا و شکنجه است تا افکار و احساسات خود را مطابق با خواسته‌های حاکمان جامعه توتالیتر آینده داستانی اورول قرار دهد. چشم‌انداز اورول بر هانتر تأثیر گذاشت و هنوز هم در درک عمومی مفهوم شستشوی مغزی منعکس شده‌است.
در دهه ۱۹۵۰ برخی از فیلم‌های آمریکایی ساخته شدند که شامل شستشوی مغزی اسیران بودند، از جمله The Rack، زندان بامبو، به سوی ناشناخته و ترسناک‌ها. منطقه ممنوع داستان مأموران مخفی شوروی را روایت می‌کرد که توسط دولت خودشان با شرطی سازی کلاسیک شسته شده بودند تا هویت خود را فاش نکنند. در سال ۱۹۶۲ نامزد منچوریان (بر اساس رمان ریچارد کاندون در سال ۱۹۵۹) با طرح توطئه ای توسط دولت شوروی برای تصرف ایالات متحده با استفاده از یک عامل خواب‌آور شستشوی مغزی برای ترور سیاسی، «شستشوی مغزی را در جلو و مرکز خود قرار داد». مفهوم شستشوی مغزی با تحقیقات روان‌شناس روسی ایوان پاولوف که بیشتر شامل سگها بود و نه انسانها به عنوان سوژه، محبوبیت زیادی پیدا کرد. در نامزد منچوریان شستشوی مغزی سر «دکتر ین لو، از مؤسسه پاولوف» است.
داستان‌های علمی تخیلی کوردوینر اسمیت (نام کوچک Paul Myron Anthony Linebarger (1913-1966)، یک افسر ارتش ایالات متحده که در زمینه اطلاعات نظامی و جنگ روانی تخصص داشت) شستشوی مغز را به تصویر می‌کشد تا خاطرات وقایع آسیب زا را به عنوان یک قسمت عادی و خوش‌خیم از آینده حذف کند. عمل پزشکی کنترل ذهن همچنان یک موضوع مهم در داستان‌های علمی است. ژانر فرعی کنترل ذهن شرکتی است که در آن جامعه آینده توسط یک یا چند شرکت تجاری اداره می‌شود که با استفاده از تبلیغات و رسانه‌های جمعی برای کنترل افکار و احساسات جامعه بر جامعه تسلط دارند. تری اوبراین اظهار داشت: "کنترل ذهن چنان تصویری قدرتمند است که اگر هیپنوتیزم وجود نداشته باشد، باید چیزی مشابه آن اختراع می‌شد: دستگاه طرح برای هر نویسنده ای بسیار مفید است که نادیده بگیرد. ترس از کنترل ذهن به همان اندازه است به عنوان یک تصویر قدرتمند. "